# Giuliana Minuzzo
Giuliana Minuzzo coniugata Chenal (AFI: [ʃənal]; Vallonara, 26 novembre 1931 – Aosta, 11 novembre 2020) è stata una sciatrice alpina italiana.
Fu la prima italiana a vincere una medaglia ai Giochi olimpici invernali e la prima donna a pronunciare il giuramento olimpico.

## Biografia
Nata a Vallonara nel Vicentino, all'epoca comune autonomo e oggi frazione di Marostica, crebbe a Valtournenche, in Valle d'Aosta.

### Carriera sciistica

#### Stagioni 1949-1953
Sciatrice polivalente, si mise in luce a 17 anni vincendo la medaglia di bronzo nella discesa libera ai Campionati italiani 1949, alle spalle di Celina Seghi e Maria Grazia Marchelli, e nello stesso anno debuttò in campo internazionale in occasione della Coppa Foemina (Abetone, 5-6 marzo), dove vinse la discesa libera e si classificò 8ª nello slalom speciale e 4ª nella combinata; l'anno successivo si piazzò 2ª nella discesa libera e 3ª nello slalom gigante delle SDS-Rennen (Grindelwald, 20-22 gennaio 1950) ma, durante la prova di discesa libera dei Campionati italiani 1950 a Cervinia, si infortunò e rimase lontana dalle competizioni per quasi un anno, fino ai successivi Campionati nazionali 1951 a Vipiteno, in cui si laureò campionessa italiana nella discesa libera. Sempre nel 1951 vinse nuovamente la discesa libera della Coppa Foemina (Abetone, 24-25 marzo), dove si aggiudicò anche la combinata e fu 3ª nello slalom speciale.
Dopo esser stata allenata dal tecnico federale della FISI Gigi Panei, ai VI Giochi olimpici invernali di Oslo 1952 (14-20 febbraio), suo esordio olimpico e iridato, vinse la medaglia di bronzo nella discesa libera (fu la prima italiana a vincere una medaglia alle Olimpiadi invernali, valida anche ai fini iridati) e si classificò 20ª nello slalom gigante e 8ª nello slalom speciale. Nella stagione 1952-1953 vinse la combinata e si piazzò 2ª nella discesa libera e 3ª nello slalom gigante e nello slalom speciale delle SDS-Rennen (Grindelwald, 9-10 gennaio), fu 2ª nella discesa libera e nello slalom gigante della Settimana internazionale FIS (Sestriere, 4-8 febbraio) e vinse lo slalom speciale del trofeo Arlberg-Kandahar (Sankt Anton am Arlberg, 13-15 marzo), dove si classificò anche 2ª nella combinata.

#### Stagioni 1954-1956

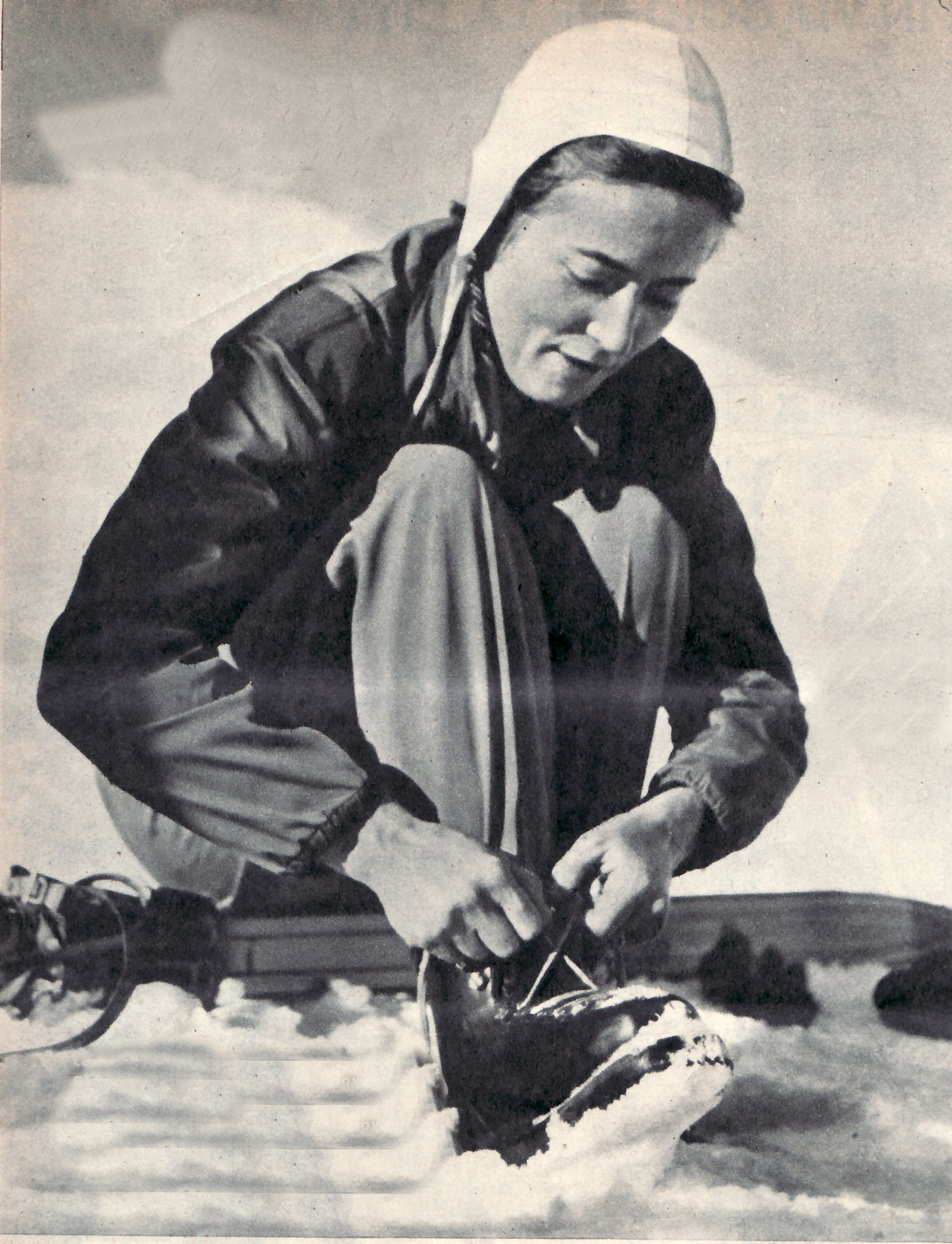
Giuliana Minuzzo nel 1955

Sospese l'attività agonistica nel 1954 poiché si sposò e divenne madre; tornò alle gare in occasione delle SDS-Rennen 1955 (Grindelwald, 6-8 gennaio), dove vinse lo slalom speciale e si piazzò 3ª nella combinata, e nel prosieguo di quella stagione 1954-1955 fu 2ª nello slalom speciale della Settimana internazionale del Monte Bianco (Saint-Gervais-les-Bains, 19-23 gennaio) e s'impose nello slalom speciale dell'Arlberg-Kandahar (Mürren, 11-13 marzo).

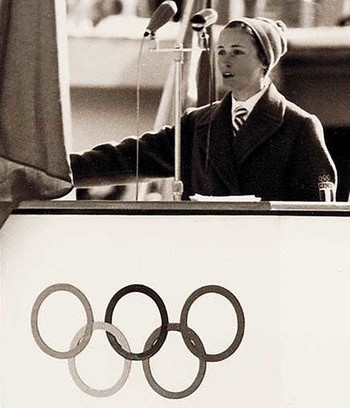
Giuliana Minuzzo legge il giuramento olimpico a

Nella stagione 1955-1956 si classificò 2ª nello slalom gigante delle SDS-Rennen (Grindelwald, 4-7 gennaio) e ai successivi VII Giochi olimpici invernali di Cortina d'Ampezzo 1956 (26 gennaio-5 febbraio), dopo esser stata la prima donna della storia olimpica ‒ sia invernale che estiva ‒ a leggere il giuramento degli atleti durante la cerimonia di apertura, si piazzò 4ª nella discesa libera, 13ª nello slalom gigante, 4ª nello slalom speciale e vinse la medaglia di bronzo nella combinata, disputata in sede olimpica ma valida solo ai fini dei Mondiali 1956.

#### Stagioni 1957-1963
Dopo le Olimpiadi cortinesi interruppe nuovamente la sua attività agonistica per maternità e, allenata da Davide David, tornò alle gare per le SDS-Rennen 1958 (Grindelwald, 8-11 gennaio), continuando però a gareggiare solo saltuariamente in ambito internazionale (non prese il via nemmeno ai Mondiali di Badgastein 1958); agli VIII Giochi olimpici invernali di Squaw Valley 1960 (19-27 febbraio), sua ultima partecipazione olimpica, vinse tuttavia la medaglia di bronzo nello slalom gigante (valida anche ai fini dei Mondiali 1960) e fu 10ª nello slalom speciale.
Nella stagione 1960-1961 vinse nuovamente lo slalom speciale delle SDS-Rennen (Grindelwald, 10-13 gennaio); si aggiudicò quindi lo slalom gigante delle Silberkrugrennen (Badgastein, 3-5 febbraio) e disputò le sue ultima gare internazionali al trofeo Arlberg-Kandahar (Mürren, 10-12 marzo). In ambito nazionale continuò a gareggiare fino ai Campionati italiani 1963, dove vinse il suo nono titolo nazionale.

### Altre attività
Dopo il ritiro agonistico gestì a lungo un negozio di articoli sportivi a Cervinia; cinquant'anni dopo il giuramento olimpico di Cortina, in occasione della cerimonia d'apertura dei XX Giochi olimpici invernali di Torino 2006, consegnò la bandiera olimpica ai rappresentanti degli atleti e dei giudici di gara e ne resse un lembo durante la lettura dei rispettivi giuramenti.

## Palmarès

### Olimpiadi
- 2 medaglie, valide anche ai fini dei Mondiali:
  - 2 bronzi (discesa libera a Oslo 1952; slalom gigante a Squaw Valley 1960)

### Mondiali
- 1 medaglia, oltre a quelle conquistate in sede olimpica:
  - 1 bronzo (combinata a Cortina d'Ampezzo 1956)

### Classiche
Arlberg-Kandahar
- 2 vittorie (slalom speciale a Sankt Anton am Arlberg 1953; slalom speciale a Mürren 1955)

Coppa Foemina
- 3 vittorie (discesa libera ad Abetone 1949; discesa libera, combinata ad Abetone 1951)

SDS-Rennen
- 3 vittorie (combinata a Grindelwald 1953; slalom speciale a Grindelwald 1955; slalom speciale a Grindelwald 1961)

Silberkrugrennen
- 1 vittoria (slalom gigante a Badgastein 1961)

### Campionati italiani
- 16 medaglie[4]:
  - 9 ori (slalom gigante nel 1951; discesa libera nel 1952; discesa libera, slalom gigante, slalom speciale nel 1953; discesa libera, slalom speciale nel 1955; slalom speciale nel 1959; slalom speciale nel 1963)
  - 2 argenti (slalom speciale nel 1952; slalom gigante nel 1955)
  - 5 bronzi (discesa libera nel 1949; discesa libera, slalom speciale nel 1951; slalom gigante nel 1961; slalom gigante nel 1963)

## Onorificenze
- Chevalier de l’Autonomie (2012)[1]